# ウラディーミル・スターソフ

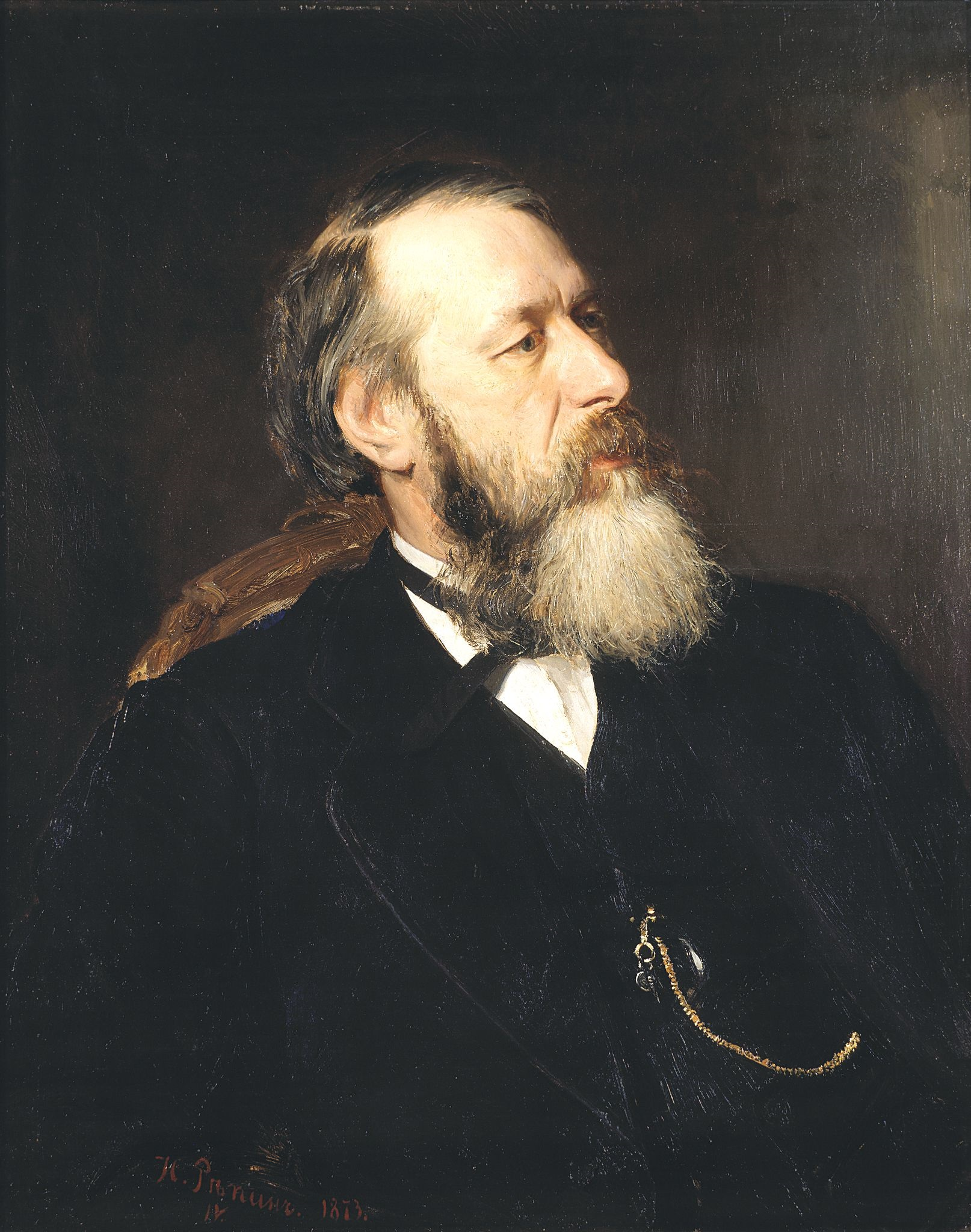
ウラディーミル・スターソフ（イリヤ・レーピン画、1873年）

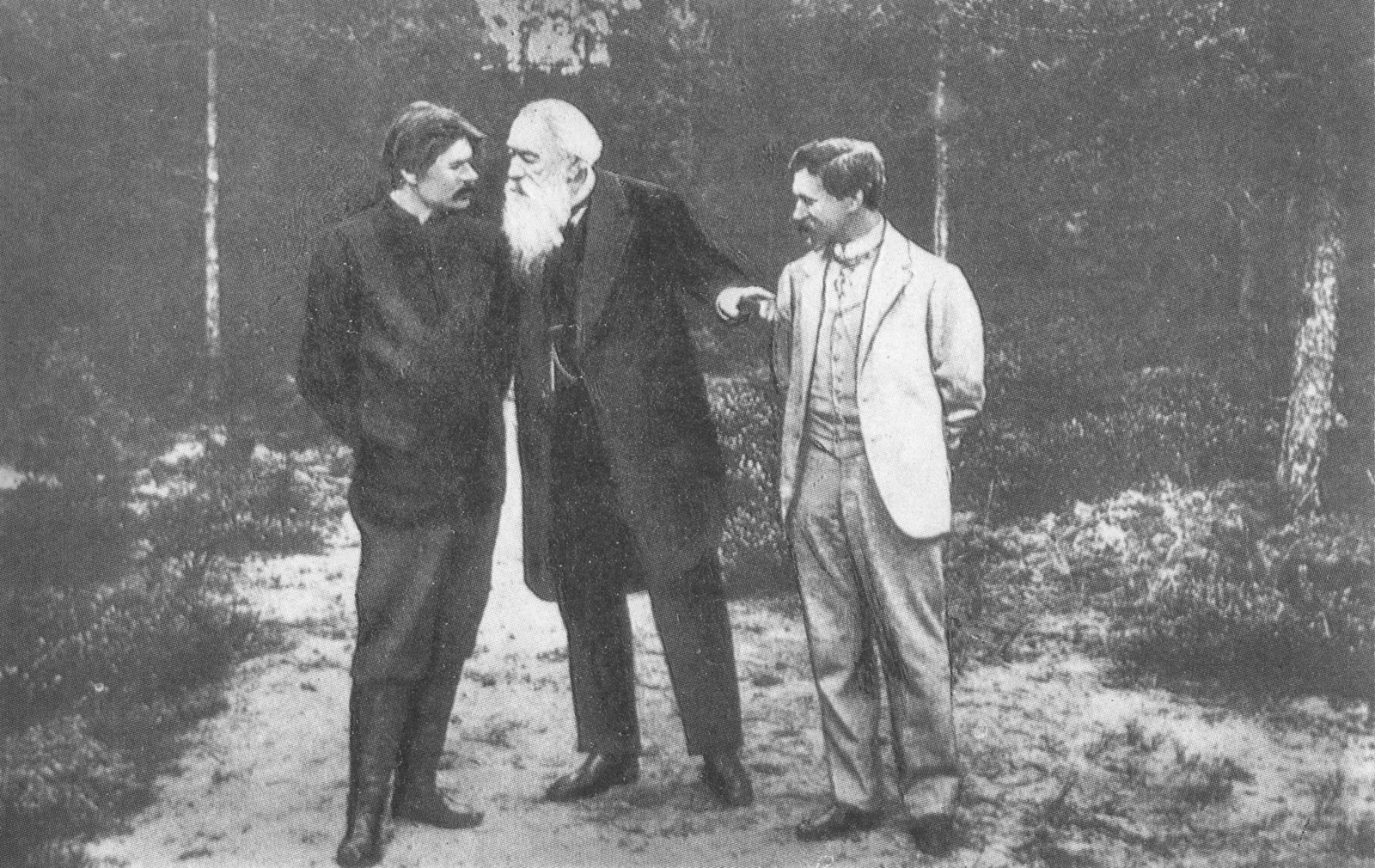
1900年、クォッカラ（現レーピノ:en:Repino）にて、マクシム・ゴーリキー（左）、イリヤ・レーピン（右）とスターソフ（中央）

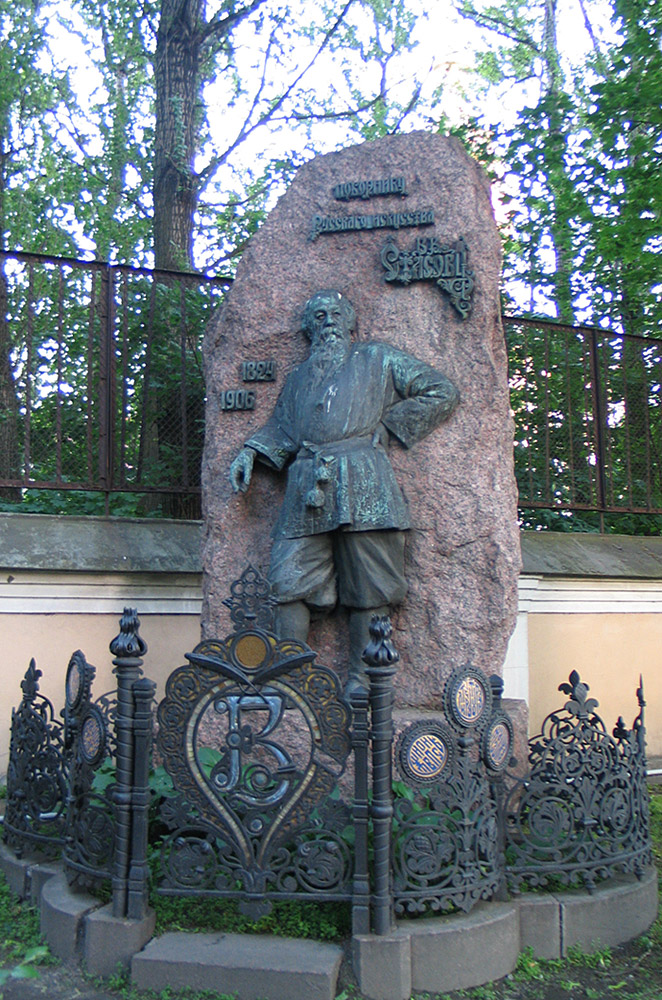
スターソフの墓（サンクトペテルブルク・アレクサンドル・ネフスキー大修道院）

ウラディーミル・ヴァシーリエヴィチ・スターソフ（ロシア語: Влади́мир Васи́льевич Ста́сов, Vladimir Vasilievich Stasov, 1824年1月14日 – 1906年10月24日）は、ロシアの芸術評論家。存命中は、おそらくロシアで最も尊敬される批評家であった。スターソフとロシア芸術界の指導者たちとの文通は非常に貴重である。

## 生涯
父親は建築家ヴァシーリー・スターソフ。弟ドミトリーは、のちにロシア音楽協会の設立に加わった。
スターソフは1843年にサンクトペテルブルク帝室司法学校を卒業後、1859年に帝国美術アカデミーへの入学許可を得る。
司法学校で出会ったアレクサンドル・セローフとは友人となり、互いに音楽への理解を深め合う。しかし後年、二人は音楽上の意見の対立からたもとを分かつことになった（#「グリンカ論争」を参照）。
1867年5月12日、ミリイ・バラキレフが開催した「スラヴ音楽の夕べ」演奏会について、スターソフは翌日付『サンクトペテルブルク報知』紙で「力強い一団」と賛辞を贈った。これが後のロシア5人組として知られるようになる。
1872年よりサンクトペテルブルク公共図書館芸術部に勤務しつつ、多面的な批評活動を展開する。
1880-1890年代にかけて、材木商ミトロファン・ベリャーエフをパトロンとして作曲家たちが集結した「ベリャーエフ・グループ」に、オブザーバーとして参加。
1900年に親友レフ・トルストイとともに、ロシア科学アカデミー名誉会員となった。

## スターソフの批評とその影響
美術分野では、スターソフは移動派の支持者であり、ヴィクトル・ヴァスネツォフ、イワン・クラムスコイ、イリヤ・レーピンら同人画家たちを熱心に紹介した。
音楽分野では、ミリイ・バラキレフを中心とするロシア国民楽派のグループ（ロシア5人組）の精神的指導者であり、このグループを「力強い一団」と呼んだほか、さまざまな助言を行った。とくにモデスト・ムソルグスキーやアレクサンドル・ボロディンらに対してはオペラの題材を提供するなど創作にも関わり、作曲者の死後は史料を整理して評伝を執筆するなど、彼らの作品の宣伝に尽力した。
スターソフに影響を受けた音楽評論家にニコライ・フェンデーイゼン（1868年 - 1828年）がいる。
スターソフは、司法学校時代にサンクトペテルブルク滞在中のピアニスト、アドルフ・フォン・ヘンゼルト（1814-1889）に師事しており、のちにムソルグスキーとともにピアニスト、アントン・ゲールケにも学んでいる。しかし、スターソフ自身は作曲せず、自分の理想を宣伝することで他人の創造力に形を与えようとした。
スターソフは、ロシアでナロードニキ運動の源流となった作家・哲学者アレクサンドル・ゲルツェンを崇拝しており、彼の批評は、こうした人民主義的観点から作品に見られる国民主義、民衆性、リアリズムの要素を称揚・強調し、芸術家たちを理想的に描くものだった。スターソフによって美化された作曲家・画家たちの評価は、ロシア革命後のソビエト連邦政権においても基本的に堅持され、20世紀後半までこれらの受容を決定づける影響力を持った。しかし、ソビエト連邦の崩壊後のロシア音楽史研究においては、アメリカの音楽学者リチャード・タラスキンらによって、こうした「スターソフ神話」が明らかにされるとともに、作曲家と作品の実態に即した再評価がなされつつある。

### アカデミズム批判
ロシア5人組を支援したスターソフは、ロシア宮廷と結びついてロシア音楽協会とサンクトペテルブルク音楽院を創設したアントン・ルビンシテインを民族主義的立場から批判し、ルビンシテインの19世紀ロシア初の交響曲である『交響曲第2番』などの存在を完全に黙殺した。
スターソフの批評は論争的な性格を持ち、1869年にはサンクトペテルブルク音楽院教授で音楽評論家のアレクサンドル・ファミンツィンがスターソフを告訴する騒ぎにまで発展したが、スターソフは無罪となっている。

### 「グリンカ論争」
音楽評論家・作曲家のアレクサンドル・セローフは、スターソフとはサンクトペテルブルク帝室司法学校で出会って以来の友人であり、セローフに音楽への関心を向けさせたのはスターソフだったとされる。
しかし二人は、ミハイル・グリンカの二つのオペラ、すなわち『皇帝に捧げた命』と『ルスランとリュドミラ』の優劣をめぐって対立し、「不倶戴天」の間柄となる。
グリンカの二つのオペラについては、『皇帝に捧げた命』がロシア音楽の画期的事件として迎えられたのに対して、『ルスランとリュドミラ』は音楽的魅力のみであればグリンカ最良といえても、オペラとしての出来は評価されていなかった。
1857年、グリンカの死に際してスターソフは、この二つのオペラに一般的に与えられた序列を変更しようと試み、『ルスランとリュドミラ』を傑作、『皇帝に捧げた命』は失敗であるとした。
セローフは1858年に反論し、『ルスランとリュドミラ』の音楽的価値は認めるものの、オペラは第一にドラマでなければならないとし、「もしそうでないなら、幕を上げない方がよい」と断じた。スターソフは、1859年に「現代の殉教者」と題した論文で『皇帝に捧げた命』を「馬鹿げた狭量な愛国主義」を公然と示したものとして退け、『ルスランとリュドミラ』はグリンカの魂に詩的表現を与えるとして再び擁護した。これに対してセローフが『ルスランとリュドミラ』には例えばワーグナー作品を説得力ある精神的ドラマにしているような神話的・神秘的な基礎が欠けていると指摘すると、スターソフは当時広がっていた汎スラヴ主義とセローフのワーグナーへの傾倒を利用し、セローフをロシア文化に対する破壊的なドイツ派・裏切り者として嘲笑した。

## 作曲家たちとの関わり
スターソフは、後にロシア5人組と呼ばれたバラキレフ・グループ（「力強い一団」）を支援したが、中でもムソルグスキーとの交流が深く、オペラ『ホヴァーンシチナ』の制作を勧めて援助したほか、ムソルグスキーの連作歌曲『子供部屋』や最後の歌曲集『死の歌と踊り』を名付けたのはスターソフである。
1878年には、森林局から解雇されそうになったムソルグスキーのために、国家管理庁臨時監査委員会への配置換えを働きかけて実現させるなど、ムソルグスキーを終生励ました。
ムソルグスキーもこれに応えて組曲『展覧会の絵』や『ホヴァーンシチナ』など自作7曲をスターソフに献呈している。
しかし、1872年からムソルグスキーと貴族的な唯美主義・主観主義の詩人アルセニイ・ゴレニシチェフ＝クトゥーゾフとの交流が始まると、スターソフは「力強い一団」の美学への背信行為だとしてこれを責めた。また、『ホヴァーンシチナ』の主な登場人物がすべて貴族であることに対し、ムソルグスキーがスターソフの人民主義（ナロードニキ）的理想から離反したと不満を漏らし、オペラ『ソロチンツィの定期市』に対しても「くだらない」と評するなど、ムソルグスキー晩年の作風変化について評価せず、創作力の衰えとして見なした。ムソルグスキーの死後、スターソフは彼の評伝を書いたが、ここでスターソフは自身の理想に従ってムソルグスキーを人民主義者として描いた。
ムソルグスキーに次いで交流が深かったのはボロディンで、スターソフはオペラ『イーゴリ公』の制作をボロディンに勧め、台本も手がけた。ボロディンの交響曲第2番を『勇士』と命名したのもスターソフである。
ボロディンは1870年、自作の歌曲『海』をスターソフに献呈している。
このほか、1872年12月、チャイコフスキーに対して管弦楽曲『テンペスト』（作品18）の標題を提案し、チャイコフスキーは完成したこの作品をスターソフに献呈した。
1897年には、リムスキー＝コルサコフのオペラ『サトコ』の台本に協力している。